# Barrage de Barberine
Pour les articles homonymes, voir Barberine.

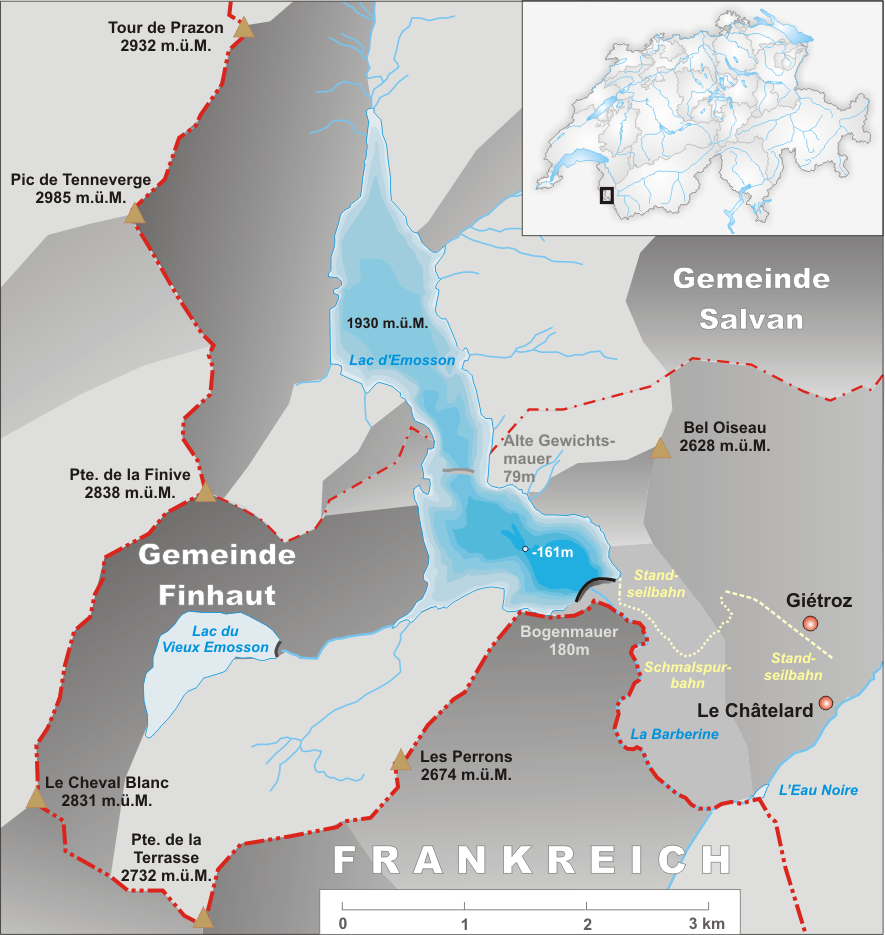
Carte du lac d'Émosson

Le barrage de Barberine est un ancien barrage de type poids à vocation hydroélectrique situé en Suisse, dans le canton du Valais.

## Histoire
Le barrage de Barberine est construit entre 1921 et 1925 par les CFF (Chemins de fer fédéraux suisses), noyant l'alpage de Barberine et le fond de la moitié septentrionale du vallon du même nom. Lorsque le réseau est électrifié à la fin de la Première Guerre mondiale pour garantir l'indépendance énergétique du pays, le charbon pour les trains à vapeur devant être importé, notamment d'Allemagne. Le barrage produisait alors avec ses deux centrales électriques du courant à la fréquence ferroviaire nord-européenne de15000 klw 16 ⅔ Hz, correspondant aux besoins des CFF pour toute la Suisse romande.
En 1972, la construction du barrage d'Émosson en aval a noyé le barrage de Barberine sous les eaux du lac d'Émosson. Il encore possible de voir l'ancien barrage lorsque le niveau du réservoir est bas.

## Hydrologie
À sa construction, le barrage de Barberine a bloqué le cours du torrent de Barberine en amont d'Émosson.